# Кабацький Роман Іванович
Роман Банський (справжнє прізвище Кабацький Роман Іванович) — український поет, прозаїк,публіцист, член Української асоціації письменників та Всеукраїнського об'єднання "Письменники Бойківщини", заступник директора Дрогобицького наукового ліцею імені Богдана Лепкого з науково-методичної роботи, вчитель історії та християнської етики.

## Життєпис
Народився 12 травня 1960 р. в м. Бориславі Львівської області. Здобув вищу освіту в Дрогобицькому державному педагогічному Університеті ім. Івана Франка та Дрогобицькому інституті Пресвятої Трійці. У 1992—1999 рр. — актор Львівського обласного музично–драматичного театру ім. Юрія Дрогобича. З 2001 року викладає історію та християнську етику в Дрогобицькій гімназії (тепер Дрогобицький науковий ліцей імені Богдана Лепкого) . У 2007—2017 роках — співупорядник часопису Дрогобицької гімназії (ліцею) імені Богдана Лепкого — «Первоцвіт».
   Автор поетичних збірок: «Свіча» та «Загадкова українська абетка» (в кольорі з малюнками) для дошкільнят – Дрогобич: Посвіт 2016; «Пшениця і кукіль» – Дрогобич: Посвіт 2017; «В обіймах золотого падолисту» – Львів Сполом 2018; «Дзвони сумління» – Дрогобич: Посвіт 2018; «Часоплин» – Дрогобич: Посвіт 2019; «Елегії ліри» – Дрогобич: Посвіт 2020; «Дві долі» – Дрогобич: Посвіт 2021; Історико-краєзнавча поема "Зваричі" - Дрогобич: Посвіт 2023.
Автор циклу художньо-літературних оповідань (мала проза) -- книги: "Банські бувальщини" Дрогобич: Посвіт 2023 і "Відгомін Франкових стежок" Дрогобич: Посвіт 2024.
Поезії друкувались в альманахах «Гомін Підгір'я», «Скіфія», «Тріада часу», «Склянка часу»; «Франковий край». Пан Роман є також автором методично-термінологічного довідника з «Основ християнської етики» – Дрогобич: Посвіт 2011 та історико-публіцистичного видання «Роздуми про розділене християнство» – Дрогобич: Посвіт 2017.

## Нагороди та звання
- Нагрудний знак "Відмінник освіти України"
- Знак народної пошани - Орден «За розбудову України»
- Відзнака (нагрудна) «Почесний ветеран»
- Знак народної пошани - Відзнака (нагрудна) «За служіння Богу і Україні»
- Знак народної пошани - Відзнака (нагрудна) «За спасіння людських душ»
- Медаль Українського фонду культури «За вірність заповітам Кобзаря»
- Почесний донор УРСР
- Почесна грамота МОН України
- Лауреат літературно-краєзнавчої премії імені Стефана Коваліва у номінації "Художня Література"
- Лауреат Всеукраїнського конкурсу літературних творів, присвячених 150-річчю від дня народження Лесі Українки (номінація — поезія)
- Лауреат літературного конкурсу патріотичної поезії "Від Маківки до майдану"
- Призер Всеукраїнських літературних конкурсів ім. Мирона Утриска (у номінаціях: поезія; історія-краєзнавство) та ім. Леся Мартовича (номінація — художньо-літературна (новела); "Поезія,Книга")
- Призер та лауреат Всеукраїнських конкурсів «Вчитель року» під протекторатом Міністерства освіти і науки України при Острозькій Академії (2011,2013,2016)